# Claude-Emmanuel Dobsen
Claude Emmanuel Dobsen (Noyon, 23 dicembre 1743 – Digne-les-Bains, 22 novembre 1822) è stato un magistrato e rivoluzionario francese.

## Biografia
Claude-Emmanuel Dobsen o Dobsent (nato a Noyon (Piccardia) il 23 dicembre 1743 e morto a Digne-les-Bains il 22 novembre 1822) era un magistrato e rivoluzionario francese.
Dopo la caduta di Robespierre il 9 termidoro dell'anno II (27 luglio 1794) e il conseguente cambio di linea politica della Convenzione nazionale ad opera dei Thermidoriani, il suo amico Jacques Alexis Thuriot torna al Comitato di salute pubblica dal 31 luglio 1794. Dobsen riesce così ad essere nominato a capo del Tribunale rivoluzionario al posto di Dumas.